# Selce (Krupina)
Selce es un municipio del distrito de Krupina en la región de Banská Bystrica, Eslovaquia, con una población estimada a final del año 2024 de 82 habitantes.
Se encuentra ubicado al oeste de la región, sobre los montes Centrales Eslovacos (Cárpatos occidentales), a poca distancia al sur del río Hron —un afluente izquierdo del Danubio— y al este de la región de Nitra.

## Demografía
| Año        | 1994 | 2004     | 2014    | 2024     |
| ---------- | ---- | -------- | ------- | -------- |
| Población  | 135  | 112      | 101     | 82       |
| Diferencia |      | −17,03 % | −9,82 % | −18,81 % |

| Año        | 2023 | 2024    |
| ---------- | ---- | ------- |
| Población  | 86   | 82      |
| Diferencia |      | −4,65 % |